# 카루파스
카루파스(일본어: カルパス)는 일본의 소시지이다.

## 이름
"카루파스(カルパス)"는 원래 일본 화학자 사사키 유지가 홋카이도 히다카정의 육류 가공업자를 위해 고안한 제품명이었으나, 차츰 일반명사화되었다. 소시지 제품을 출시할 때, 원래는 "소시지"라는 뜻의 러시아어 "콜바사(колбаса)"를 일본어로 음차한 "카루바사(カルバサー)"를 사용하려 하였으나, 일본어로 "버석버석하다"는 뜻의 "바사바사(バサバサ)"와 연관되어 어감이 나쁘다고 생각해 "카루파스"가 되었다.
대한민국에서는 조선민주주의인민공화국에서 소시지를 "칼파스"라 부른다고 잘못 알려지기도 했으나, 조선민주주의인민공화국에서 소시지를 부르는 이름은 동원어인 "꼴바싸"이다.

## 같이 보기
- 칼바사